# Alessandro De Stefanis
Alessandro De Stefanis, o, più correttamente, Alessandro Mauro Aurelio De Stephanis (Savona, 17 dicembre 1826 – Genova, 4 maggio 1849), è stato un militare italiano che trovò la morte in seguito alle ferite riportate combattendo per la causa genovese nei moti insurrezionali a difesa della città che portarono - fra l'aprile ed il maggio 1849 - alla repressione militare dei moti da parte delle truppe dell'esercito sabaudo guidate dal generale Alfonso La Marmora.
È considerato una figura cardine del patriottismo legato alle vicende preunitarie del Regno di Sardegna.
La città di Genova gli ha intitolato un corso nel quartiere di Marassi, mentre un monumento funebre lo ricorda nel Santuario della Nostra Signora di Loreto, nel quartiere di Oregina, dove fu sepolto.

## Biografia
Nato da Benedetto De Stefanis e da Onoria Cortese, fu amico di Goffredo Mameli (cui somigliava fisicamente); al tempo in cui aderì agli ambienti patriottici democratici - che gravitavano intorno al Circolo Italiano - frequentava l'Università di Genova come iscritto alla facoltà di medicina. Lasciò gli studi per partecipare come volontario alla prima guerra di indipendenza e fu fra i combattenti della battaglia di Custoza. In questa circostanza fu premiato con una medaglia d'argento al valor militare per aver conquistato un'altura tenuta dalle forze nemiche.
Ritornato a Genova, nel marzo 1849 fu fra gli animatori dell'insurrezione genovese contro il regime sabaudo. Mentre i bersaglieri di La Marmora si preparavano a cingere d'assedio Genova, De Stefanis - che era agli ordini di Lorenzo Pareto (al tempo comandante della Guardia Civica di Genova e futuro presidente della Camera del Regno di Sardegna) - fu assegnato alla difesa del forte Begato, uno dei capisaldi del sistema di fortificazioni genovesi.

## I moti di Genova 1849
Il 5 aprile durante una perlustrazione attorno al forte rimase coinvolto in uno scontro a fuoco con i piemontesi; ferito ad una gamba, riuscì a rifugiarsi in una cascina ma venne trovato dai soldati sabaudi che infierirono su di lui a calci e pugni e colpi di baionetta per abbandonarlo ormai in fin di vita. Fu trovato solo qualche tempo dopo da un ufficiale con il quale aveva combattuto nella guerra di indipendenza che lo soccorse e lo trasportò dapprima in ospedale e poi nella sua casa. De Stefanis morì dopo un mese di agonia.
Il suo nome non appare fra quelli riportati sulla lapide apposta nel 1897 nel palazzo comunale di Savona e dedicata ai caduti delle guerre di indipendenza: De Stefanis, infatti, come aderente alla causa genovese, morì in condizione di ribelle rispetto alla monarchia di casa Savoia.
Il monumento fatto erigere da suo fratello, Filippo, nel santuario di Nostra Signora di Loreto, a Oregina, lo ricorda con queste parole:
La sua figura è ricordata anche su un olio su tela di autore ignoto che lo raffigura sul letto di morte e con in mano la medaglia d'argento guadagnata sul campo a Custoza.